# Daubach (Hunsrück)
Pour les articles homonymes, voir Daubach.
Daubach est une municipalité allemande située dans le land de Rhénanie-Palatinat et l'arrondissement de Bad Kreuznach.